# 賈德溫 (密蘇里州)
賈德溫（英語：Jadwin）是位於美國密蘇里州登特縣的非建制地區。

## 歷史
賈德溫的郵局自1875年營運至今。

## 地理
賈德溫所處的海拔為高於海平面396米（即1299英呎），而該地所採用的時區為UTC-6，即北美中部時區（CST）。同時該地設有夏令時間，為UTC-6調快一小時，即UTC-5（CDT）。